# Lapin sauce sudiste
Pour plus de détails, voir Fiche technique et Distribution.
Lapin sauce sudiste (Southern Fried Rabbit) est un cartoon réalisé par Friz Freleng mettant en scène Bugs Bunny et Sam le pirate.

## Synopsis
Bugs farfouille les champs en quête de carottes. Il apprend l'existence de carottes énormes en Alabama. Il s'y rend, et à la frontière rencontre Sam habillé en soldat confédéré qui lui barre le passage. Après l'avoir fait fuir, Bugs le roule en se déguisant en lapin africain puis en Abraham Lincoln. Bugs lui fait ensuite son coup de la bombe avant de se déguiser en général confédéré et le faire sauter dans un puits. Finalement, Sam est éloigné en le faisant surveiller des joueurs de baseball (Bugs s'étant entretemps déguisé en femme puis en messager).